# Aloe elata
Aloe elata ist eine Pflanzenart der Gattung der Aloen in der Unterfamilie der Affodillgewächse (Asphodeloideae). Das Artepitheton elata stammt aus dem Lateinischen, bedeutet ‚groß‘ und verweist auf die großen Triebe.

## Beschreibung

### Vegetative Merkmale
Aloe elata wächst stammbildend, ist in der Regel einfach und sprosst nur selten von der Basis aus. Die nicht verzweigten Stämme sind bis zu 6 Meter (selten bis zu 10 Meter) lang und erreichen einen Durchmesser von bis zu 12 Zentimeter. Die lanzettlichen, im Laufe der Zeit stark zurückgebogenen Laubblätter bilden dichte Rosetten. Die dunkel gräulichgrüne Blattspreite ist bis zu 100 Zentimeter lang und 10 Zentimeter breit. Die Blattoberfläche ist glatt. Die hakigen, weiß gespitzten Zähne am Blattrand sind 4 bis 5 Millimeter lang und stehen 10 bis 26 Millimeter voneinander entfernt. Der Blattsaft ist farblos.

### Blütenstände und Blüten
Der Blütenstand besteht aus bis zu neun Zweigen und erreicht eine Länge von bis zu 65 Zentimeter. Die untersten Zweige sind nochmals verzweigt. Die lockeren, zylindrischen Trauben sind 6 bis 14 Zentimeter lang. Die eiförmigen Brakteen weisen eine Länge von 4 bis 7 Millimeter auf und sind 3 bis 5 Millimeter breit. Die als Knospe scharlachroten Blüten werden zur Blütezeit gelb. Sie stehen an 8 bis 10 Millimeter langen Blütenstielen. Die Blüten sind 30 bis 32 Millimeter lang und an ihrer Basis gerundet. Auf Höhe des Fruchtknotens weisen die Blüten einen Durchmesser von 10 Millimeter auf. Ihre äußeren Perigonblätter sind auf einer Länge von 24 bis 26 Millimetern nicht miteinander verwachsen. Die Staubblätter und der Griffel ragen 3 bis 7 Millimeter aus der Blüte heraus.

## Systematik und Verbreitung
Aloe elata ist im Norden von Tansania und im Südwesten von Kenia im dichten Busch und in trockenen Wäldern an felsigen Hängen in Höhen von 1065 bis 1500 Metern verbreitet.
Die Erstbeschreibung durch Susan Carter und Leonard Eric Newton wurde 1994 veröffentlicht.

## Nachweise